# Hildina
De Hildina is een ballade die in 1774 door de Schotse priester en schrijver George Low werd opgetekend uit de mond van William Henry, een inwoner uit het gehucht Guttorm op het eiland Foula in de Shetlandeilanden. De ballade handelt over een legendarische gebeurtenis uit de Germaanse mythologie. Voor zover bekend is het het enige overgeleverde dichtwerk in het Norn, de taal die op de Orkney- en Shetlandeilanden gesproken werd en die van het Oudnoords afstamde. Omstreeks 1750, of ten laatste in de vroege 19e eeuw, zijn de laatste moedertaalsprekers van het Norn uitgestorven; Henry had de ballade als kind van zijn ouders geleerd, maar begreep de inhoud niet. George Low, die geen kennis van enige Scandinavische orthografie bezat, tekende het gedicht in Engelse spelling op. Aangezien de Hildina het enige literaire werk in het Norn is, is het voor taalwetenschappers van uitzonderlijke waarde; deze taal is bijzonderlijk slecht gedocumenteerd, want behalve enkele middeleeuwse runeninscripties en oorkonden, die taalkundig gezien van het Oudnoords bezwaarlijk te onderscheiden vallen, zijn nauwelijks fragmenten overgeleverd van het Norn zoals zich dat op de noordelijke eilanden van Groot-Brittannië in de 17e en 18e eeuw ontwikkeld had.

## Geschiedenis
Wat vóór de komst van de Vikingen op de noordelijke Schotse eilanden gesproken werd, is onderhevig aan discussie. De plaatselijke taal kan wellicht Pictisch geweest zijn, al opperen sommige onderzoekers, dat er vóór de komst van de Picten op de eilanden nog een andere, pre-Indo-Europese taal werd gesproken, omdat verschillende groepen mensen een andere naam voor de Orkney-eilanden bezigden. Een Ierse biograaf van Sint Findan bemerkte in de 9e eeuw dat de inwoners van Orkney ten dele Oudiers begrepen, terwijl anderen er niets van verstonden. Dit zou eventueel een indicatie kunnen zijn dat er op de eilanden nog een andere, niet Indo-Europese taal benevens Pictisch gesproken werd (aangezien Iers een Goidelische taal is en Pictisch P-Keltisch was, waardoor beide niet onderling verstaanbaar waren; er zouden dus drie verschillende talen geweest zijn).
Met de komst van de Vikingen in Shetland en Orkney, die zich omstreeks het jaar 800 op de eilanden begonnen te vestigen, ving de verdringing van de lokale, wellicht Keltische, taal aan. Er zijn zo goed als geen aanwijzingen dat oude Keltische woorden zoals plaatsnamen door de Noormannen werden overgenomen (al bestaat een korte inscriptie uit Bressay, die een soort mengtaal uit Oudnoords en Pictisch schijnt te zijn). Op basis van de overgeleverde gegevens lijkt het erop dat de Vikingen hun taal aan beide archipellen opdrongen, zodat in Zetland (Shetland) en op de Orcaden (Orkneys) aanvankelijk Oudnoords gesproken werd. Dit valt te vergelijken met de invasie van de Angelsaksen in Engeland, die eveneens ternauwernood sporen van de Keltische talen lieten bestaan en het gehele veroverde gebied germaniseerden. Gedurende enkele eeuwen werd zodoende op de eilanden een taal gesproken die vooral op IJslands en Faeröers leek, zij het dat zich geleidelijk aan grammaticale idiosyncrasieën begonnen te ontwikkelen. Het is niet bekend, wat voor literatuur op de Shetland- en Orkney-eilanden bestond; de Hildina vormt derhalve een curiosum waarvan moeilijk is vast te stellen in wat voor traditie het paste.
Het voornaamste probleem om de herkomst van de Hildina met enige zekerheid te identificeren, bestaat in het feit dat de verteller, William Henry, weliswaar op Foula woonde, maar dat de bevolking van dit eiland in 1720 nagenoeg volledig door de zwarte dood werd uitgeroeid. Daarenboven bestaan verscheidene verhalen omtrent vissers uit de Faeröer die na een schipbreuk op Foula geland zouden zijn en daar vervolgens gebleven; Faeröerse taalkundige invloeden vallen dus, ofschoon ze onwaarschijnlijk zijn, niet met volledige zekerheid uit te sluiten. Het boek van George Low, met de Hildina erin, werd pas een eeuw later gepubliceerd, met name in 1879, onder de titel A Tour through the Islands of Orkney and Schetland. Men mag aannemen dat tegen die tijd alle sprekers van het Norn gestorven waren en dat de taal voorgoed verloren was.

## Inhoud
De Hildina schijnt verwant met de Noorse sage van de Hjaðningavíg: een eeuwigdurende strijd tot aan het Ragnarök. Hildr, een Walkure en dochter van Høgni, werd geschaakt door prins Heðinn, zoon van Hjarrandi. Heðinn ontvoerde Hildr naar een eiland, alwaar hij zich verschanste; ginds vond Høgni hem ten langen leste, en beiden trokken tegen elkander ten strijde. De strijd duurde de hele dag lang, en ’s avonds trokken Høgni en Heðinn zich in hun kampen terug. ’s Nachts wendde Hildr op het slagveld evenwel haar magische krachten aan en wekte de gesneuvelde krijgers van beide kampen opnieuw tot leven. Deze truc herhaalde zij elke nacht opnieuw, zodat de strijd tot aan het einde der tijden voortduurde. Volgens de mythe zou het eiland waarop deze nimmer ophoudende oorlog plaatsgreep Hoy zijn geweest.

### Fragment
Zoals door Low opgetekend in 1774, voorbeelden uit Barnes (1998):
Da vara Iarlin d’Orkneyar
For frinda sin spir de ro
Whirdè ane skildè meun
Our glas buryon burtaga

Or vanna ro eidnar fuo
Tega du meun our glas buryon
Kere friendè min yamna meun
Eso vrildan stiende gede min vara to din

Yom keimir eullingin
Fro liene burt
Asta vaar hon fruen Hildina
Hemi stu mer stien
Daar was een jarl van Orkney;
Zijn vrienden raadpleegde hij,
Ofte hij de meid
Uit haar glanzende burcht diende te bevrijden.

Zo gij de meid,
O gij, mijn geachte verwant, uit haar glanzende burcht bevrijdt,
Zal, zo lang de wereld bestaat,
Uw glorie blijven schitteren.

Thuis kwam de koning,
Weg van de beslommeringen van het schip;
Toen was weg de vrouwe Hildina;
Slechts vond hij ginds haar stiefmoeder.

## Analyse
Er is zeer weinig bekend over wat voor literaire werken in het Norn op Orkney en Shetland circuleerden vooraleer de taal uitstierf en verdrongen werd door Scots; in de 18de eeuw beklaagden geestelijken zich nog dat sommige eilandbewoners in de kerk met elkaar „in de oude Deense taal” communiceerden, die voor de clerus onbegrijpelijk was. Afgaand op de gebeurtenissen die de Hildina beschrijft, lijkt de sage uit de Orkney-eilanden te stammen; in dat geval was William Henry een inwijkeling uit het zuiden, niettegenstaande dat zijn familie naar verluidt reeds vele generaties op Foula in de Shetlands had geleefd. Een exacte linguïstische analyse van de Hildina wordt bemoeilijkt door het feit dat George Low niet vertrouwd was met om het even welke Scandinavische taal en dus zelf geen idee had van de betekenis van de woorden die hij optekende; hierdoor zijn wellicht vele verkeerde interpretaties van klanken in de transcriptie geslopen. De Hildina-ballade vertoont sterke gelijkenissen met de sagen uit de Noordse mythologie, en heeft tevens meerdere fonetische bijzonderheden die erop wijzen dat het Norn zich onafhankelijk van de Noord-Germaanse talen aan het ontwikkelen was; bij ontstentenis van voldoende bronnenmateriaal blijft het echter gissen naar de precieze evolutie van de Norn-literatuur. Het bestaan van een integraal literair werk in het Norn maakt de ballade zodoende van immens historisch en wetenschappelijk belang.